# Rue Lamoricière
Pour l’article homonyme, voir Lamoricière.
La rue Lamoricière est une voie de communication de la commune de Nantes, dans le département français de la Loire-Atlantique.

## Situation et accès
Cette rue qui marque la limite entre les quartiers du Centre-ville et de Dervallières - Zola, longue de 520 mètres, relie la place René-Bouhier à la rue de Gigant. Elle est bitumée et ouverte à la circulation automobile. Sur son tracé, elle rencontre successivement les rues de Bayard, Maréchal-de-Gassion et Villars, tout en traversant presque à la moitié de son parcours la place Beaumanoir.
Au sud de la rue, au niveau de la jonction avec la place Beaumanoir, la Chézine passe dans un canal souterrain qui la conduit vers la Loire.

## Origine du nom
Elle rend hommage au général nantais Christophe Louis Léon Juchault de Lamoricière qui s'illustra lors de la conquête de l'Algérie et reçut la reddition d'Abd El-Kader en 1847.

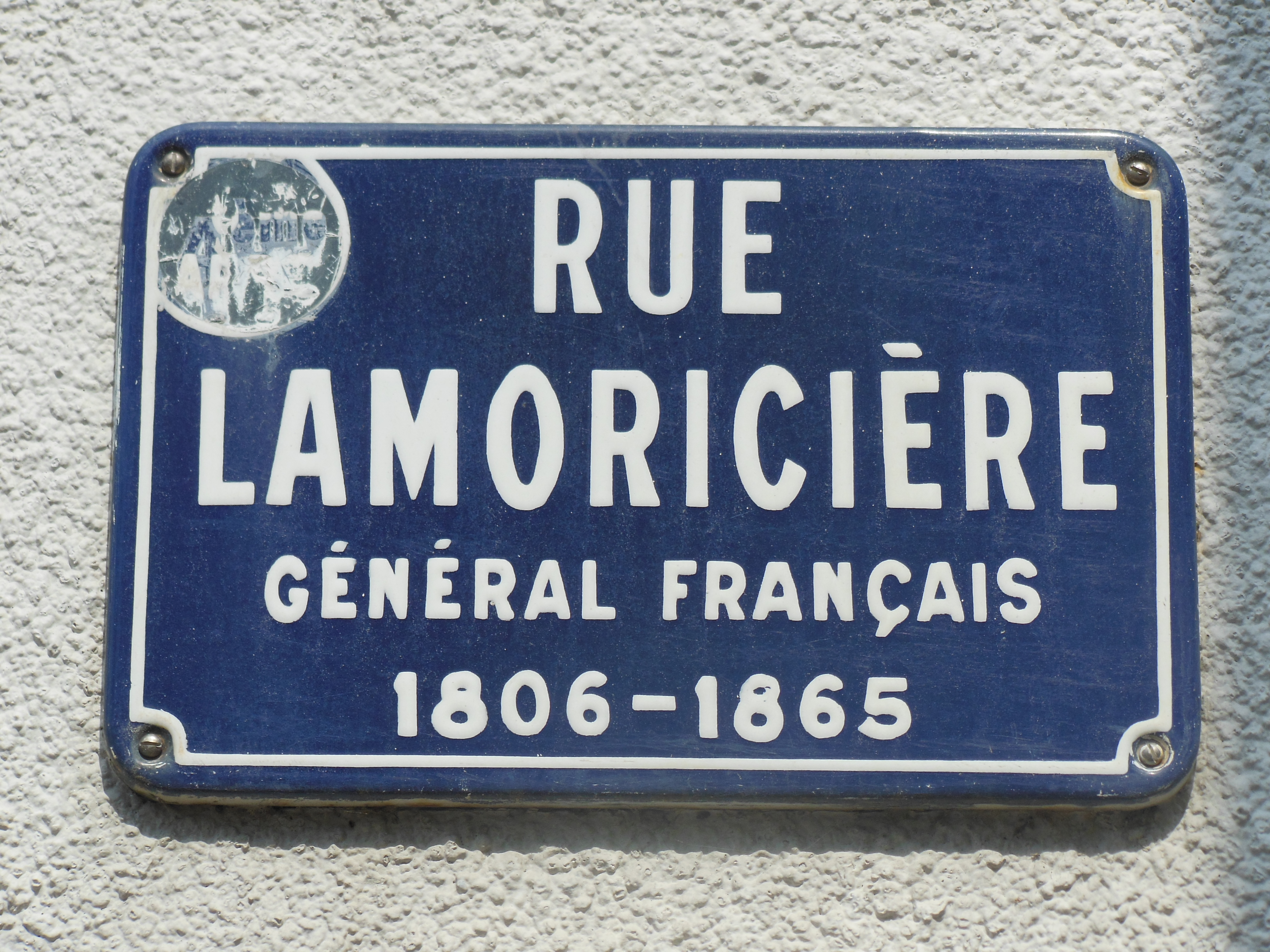
Panneau de la rue Lamoricière

## Historique
C'est vers 1788, sur les terrains marécageux desséchés de la Chézine (ceux-ci étaient primitivement une Boire qui s'étendait par la vallée où coule la Chézine jusqu'à la Bouvardière), appartenant au négociant François Mellinet et à Jean François Duparq, commissaire aux vivres de la Marine, que ces derniers firent construire le nouveau quartier, par l'architecte Mathurin Crucy, et l'« Entrepôt des Cafés » (denrée coloniale dont le trafic est en plein essor sur le port de Nantes), qui, sous la Révolution française, servit de prison ; de décembre 1793 à février 1794, environ 8 000 personnes de tout âge et de tout sexe, dont une majorité des Vendéens fait prisonniers après la bataille de Savenay, étaient détenues dans la prison. Sur ces 8 000 détenus, seuls quelques-uns échappèrent à la mort causée par les noyades, fusillades et le typhus,. Une plaque en rapport avec les actes génocidaires de Jean-Baptiste Carrier sera apposée sur la façade du bâtiment, au no 2 de la rue, en 1994. Cette entrepôt sera ensuite détruit par un incendie, dans la nuit du 21 au 22 septembre 1839.
Une note de l'architecte voyer du 12 novembre 1816 stipulait que le pont de bois établi dans la rue pour la traversée de la Chézine, aurait été construit 24 ans auparavant par M. Duparc lui-même. Cet ouvrage fut reconstruit en 1825 et en 1832.
Le nom actuel de la rue lui est attribué en 1874. Avant cette date, elle porta successivement les noms de « rue de l’Entrepôt », « chaussée de l’Entrepôt », « rue de la Rivière » et « chaussée de la Chézine ». 
En 1901, la Compagnie générale d'électricité implante, sur l'emplacement d'une ancienne demeure bourgeoise, une usine d'électricité, la seconde à Nantes après celle installée rue Sully en 1891. Une nouvelle unité de fabrication est construite dans le quartier Chantenay en 1913, l'unité de la rue Lamoricière devient alors une sous-station, qui fournit l'énergie au réseau de l'ancien tramway jusqu'à l'arrêt de l'exploitation de celui-ci, dans les années 1950.
Après cette période, seuls les bureaux administratifs, installés dans l'ancien immeuble bourgeois, poursuivent leur activité, avant la fermeture du site en 1989.
Les bâtiments de brique rouge ont été rénovés, et abritent un complexe sportif et une petite surface commerciale.

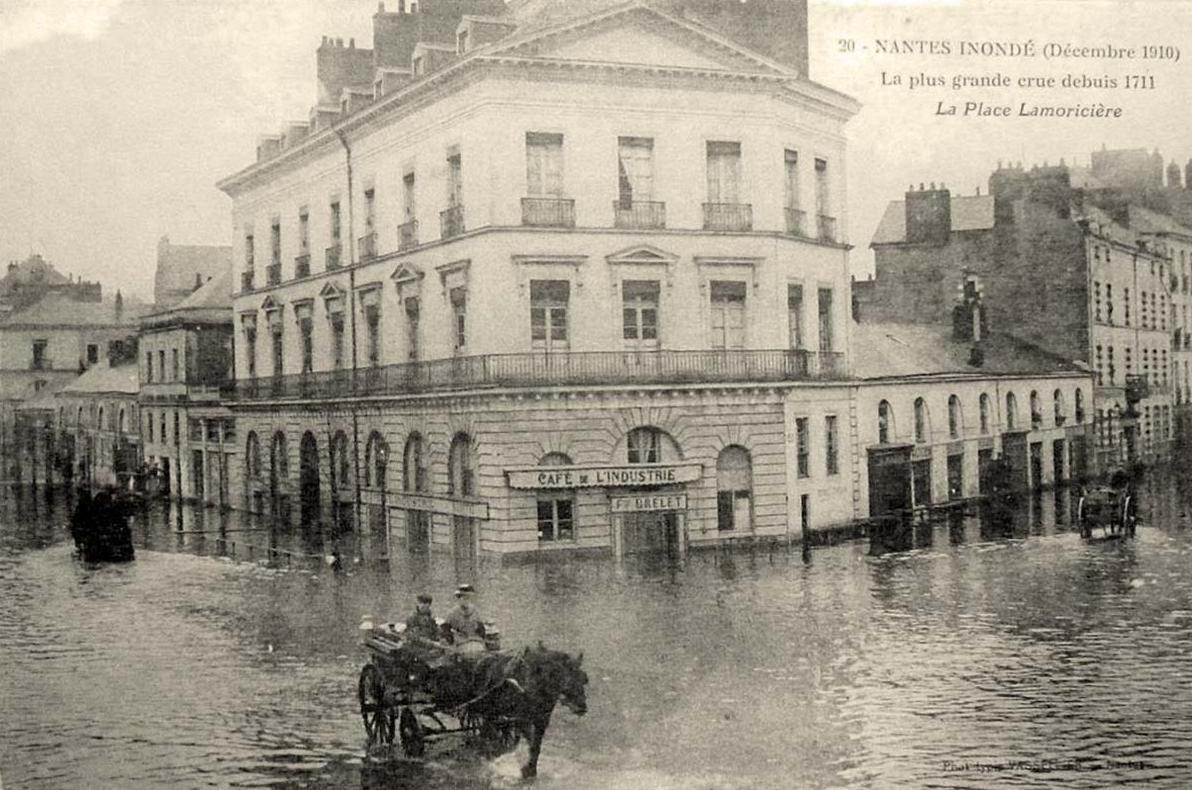
Inondation de décembre 1910 de la place Lamoricière (actuelle place René-Bouhier) et de ses rues adjacentes : l'avenue de Launay (actuel boulevard de Launay) à gauche et la rue Lamoricière à droite.

## Bâtiments remarquables et lieux de mémoire

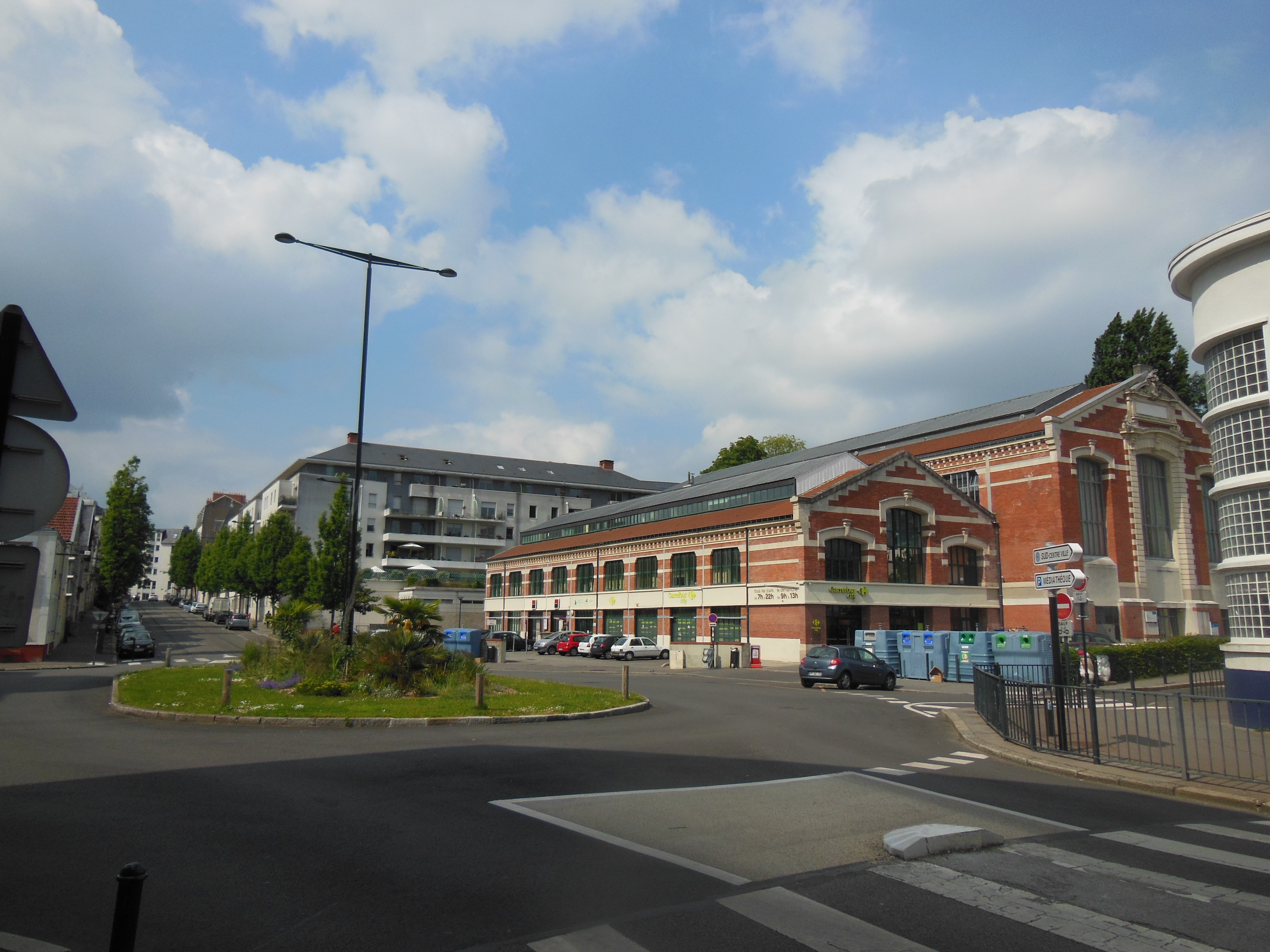
Ancienne usine d'électricité
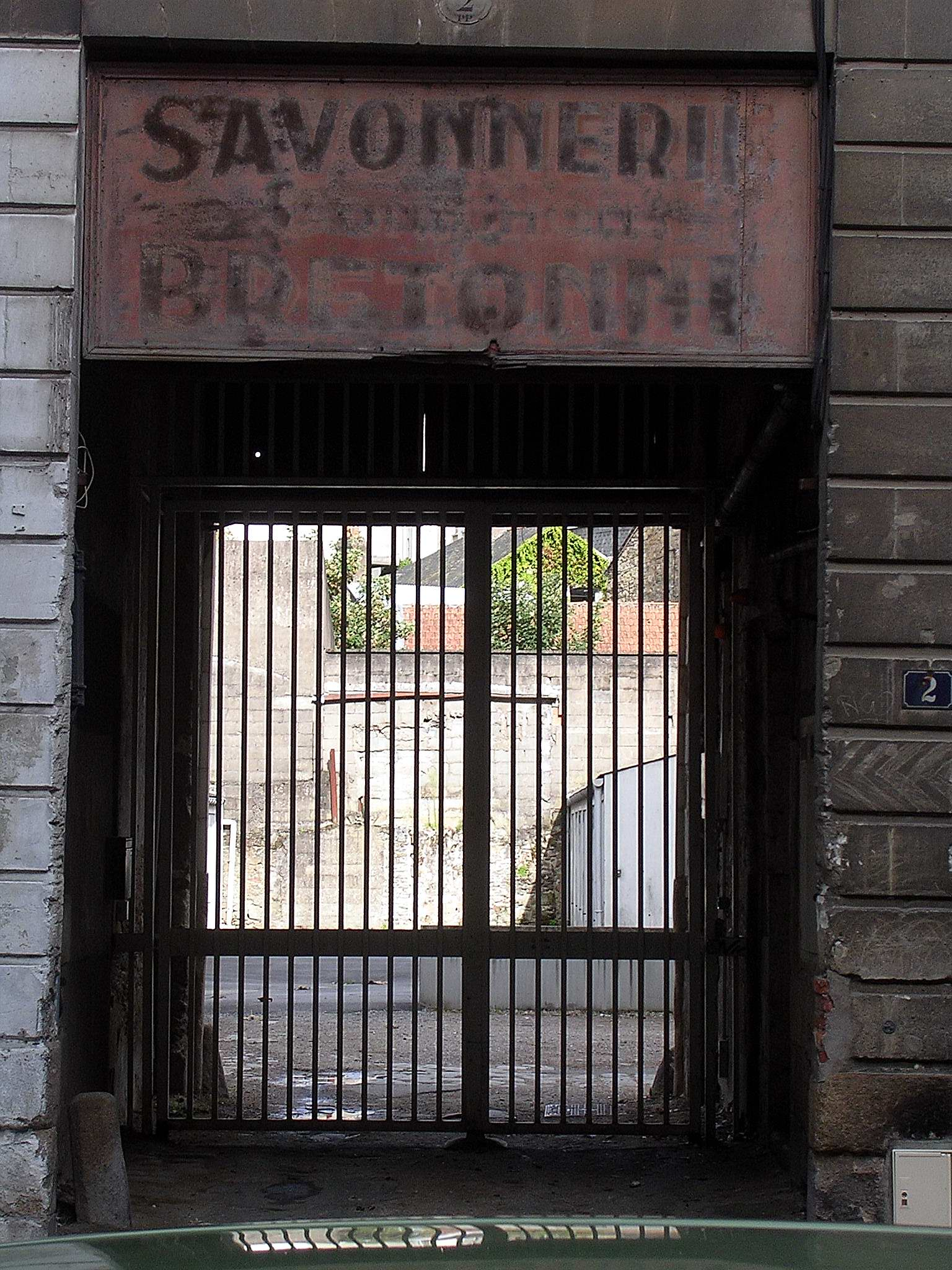
Porche de la conciergerie de l'ancien entrepôt des cafés. Ancienne savonnerie Bretonne occupant le site de l'ancienne Prison, au n°2 rue Lamoricière
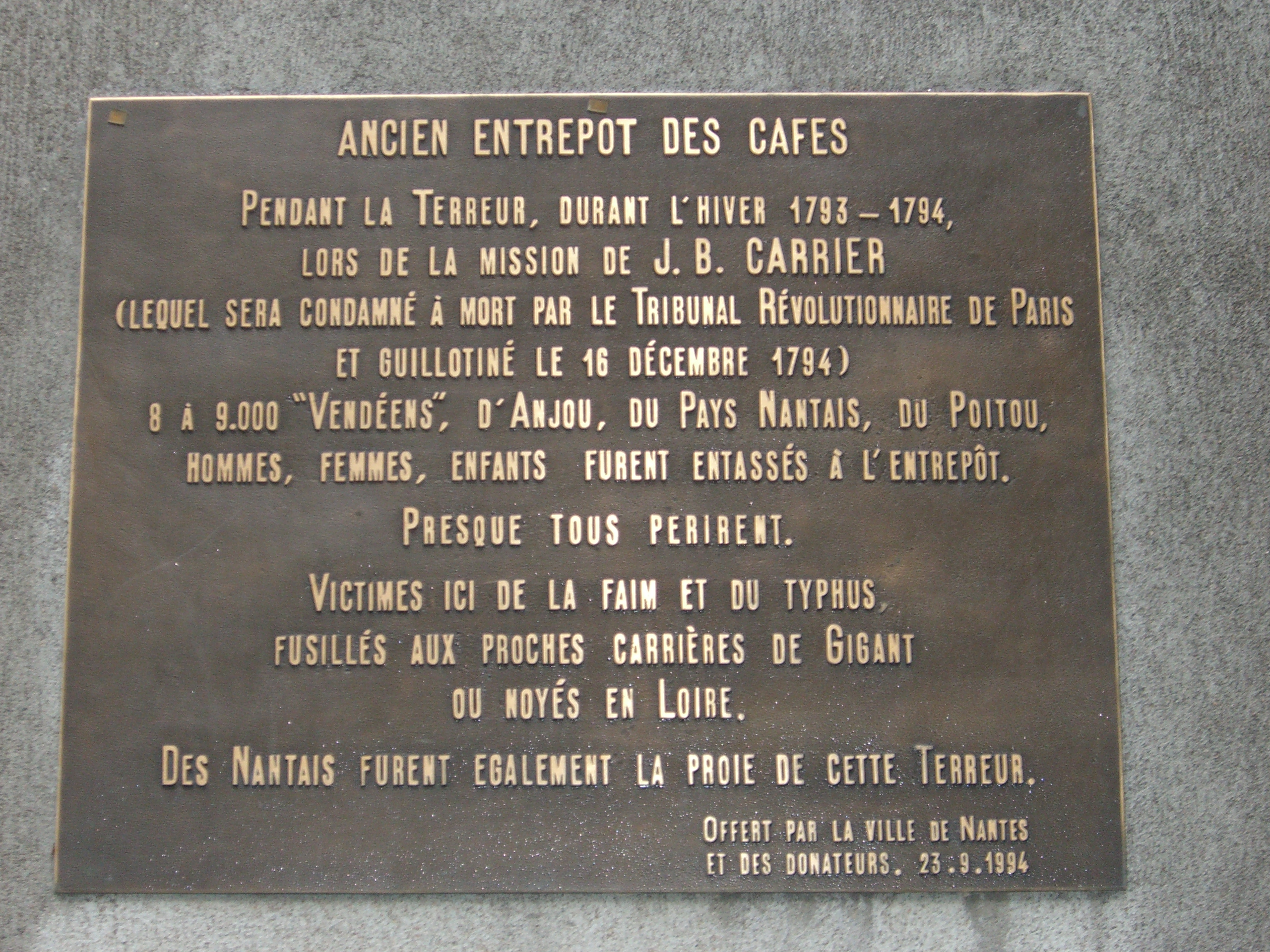
Plaque commémorative de l'ancienne prison de l'Entrepôt des cafés, au n°2 rue Lamoricière